# Bauhaus-Galan 2019
Il Bauhaus-Galan 2019 è stato la 53ª edizione dell'annuale meeting di atletica leggera che si è disputato nella città di Stoccolma in Svezia, allo stadio Olimpico il 30 maggio 2019. Il meeting è stato anche la terza tappa della IAAF Diamond League 2019.

## Programma[1]
| #  | Orario | Specialità         |
| -- | ------ | ------------------ |
| 1  | 16:30  | Getto del peso     |
| 2  | 19:35  | Salto in lungo     |
| 3  | 19:40  | Salto con l'asta   |
| 4  | 20:03  | 400 metri          |
| 5  | 20:22  | 200 metri          |
| 6  | 20:56  | Lancio del disco   |
| 7  | 21:02  | 800 metri          |
| 8  | 21:40  | 1500 metri         |
| 9  | 21:52  | 400 metri ostacoli |
| 10 | 22:05  | 10000 metri        |

| # | Orario | Specialità         |
| - | ------ | ------------------ |
| 1 | 16:30  | Getto del peso     |
| 2 | 17:00  | Salto con l'asta   |
| 3 | 18:25  | Lancio del disco   |
| 4 | 20:08  | Salto in alto      |
| 5 | 20:11  | 1500 metri         |
| 6 | 20:30  | 5000 metri         |
| 7 | 20:52  | 100 metri ostacoli |
| 8 | 21:15  | 800 metri          |
| 9 | 21:30  | 200 metri          |

     Specialità valide per la Diamond League

## Risultati[2]

### Uomini
| Specialità       |                   | Prestazione | 2º classificato        | Prestazione | 3º classificato     | Prestazione |
| 200 m            | Aaron Brown       | 20"06       | Ramil Guliyev          | 20"40       | Jereem Richards     | 20"45       |
| 400 m            | Michael Norman    | 44"53       | Rai Benjamin           | 45"13       | Michael Cherry      | 46"30       |
| 800 m            | Amel Tuka         | 1'46"68     | Ryan Sanchez           | 1'46"77     | Marcin Lewandowski  | 1'46"79     |
| 1500 m           | Timothy Cheruiyot | 3'35"79     | Ayanleh Souleiman      | 3'37"30     | Jakob Ingebrigtsen  | 3'37"30     |
| 10000 m          | Rhonex Kipruto    | 26'50"16    | Hagos Gebrhiwet        | 27'01"02    | Aron Kifle          | 27'27"68    |
| 400 m ostacoli   | Karsten Warholm   | 47"85       | TJ Holmes              | 49"25       | Thomas Barr         | 50"28       |
| Salto con l'asta | Sam Kendricks     | 5.72 m      | Piotr Lisek            | 5.60 m      | Seito Yamamoto      | 5.48 m      |
| Salto in lungo   | Thobias Montler   | 8.22 m      | Juan Miguel Echevarría | 8.12 m      | Jeff Henderson      | 8.09 m      |
| Lancio del disco | Daniel Ståhl      | 69.57 m     | Fedrick Dacres         | 68.96 m     | Lukas Weißhaidinger | 66.97 m     |
| Getto del peso   | Wictor Petersson  | 20.11 m     | Maksim Afonin          | 19.78 m     | Joe Kovacs          | 19.77 m     |

     Prestazione che stabilisce il nuovo record del meeting.

### Donne
| Specialità       |                    | Prestazione | 2º classificato  | Prestazione | 3º classificato        | Prestazione |
| 200 m            | Dina Asher-Smith   | 22"18       | Elaine Thompson  | 22"66       | Dafne Schippers        | 22"78       |
| 800 m            | Ajeé Wilson        | 2'00"87     | Habitam Alemu    | 2'01"26     | Nelly Jepkosgei        | 2'01"98     |
| 1500 m           | Laura Muir         | 4'05"37     | Malika Akkaoui   | 4'09"70     | Yolanda Ngarambe       | 4'10"05     |
| 5000 m           | Agnes Tirop        | 14'50"82    | Fantu Worku      | 14'51"31    | Lilian Kasait Rengeruk | 14'51"34    |
| 100 m ostacoli   | Kendra Harrison    | 12"52       | Sharika Nelvis   | 12"69       | Tobi Amusan            | 12"85       |
| Salto in alto    | Mariya Lasitskene  | 1.92 m      | Yuliya Levchenko | 1.90 m      | Erika Kinsey           | 1.90 m      |
| Salto con l'asta | Angelica Bengtsson | 4.57 m      | Michaela Meijer  | 4.47 m      | Olga Mullina           | 4.35 m      |
| Lancio del disco | Denia Caballero    | 65.10 m     | Yaimé Pérez      | 65.09 m     | Yang Chen              | 64.25 m     |
| Getto del peso   | Aliona Dubitskaya  | 18.49 m     | Fanny Roos       | 18.36 m     | Brittany Crew          | 18.28 m     |